# Професионална гимназия по транспорт и лека промишленост
Професионална гимназия по транспорт и лека промишленост е средно училище в град Омуртаг, на адрес: ул. Цар Освободител 41. Има само една учебна смяна – сутрин. Директор на училището от 2016 година е Райна Панайотова

## История
Със заповед №287 от 15.09.1964 година на Министъра на транспорта и съобщенията се открива Професионално-техническо училище в град Омуртаг за подготовка на кадри за АРЗ „Арсо Овчаров“ с три паралелки. Година по-късно то е преименувано в Професионално-техническо училище по автотранспорт и започва да подготвя кадри и за ДАП гр. Омуртаг. От 1968 година училището вече прераства в Средно професионално училище по автотранспорт „Петър Иванов“ и се обучават ученици в 10 паралелки.
През първите години обучението се провежда в сградата на ЕСПУ „Симеон Велчев“ и АРЗ „Арсо Овчаров“, но от април 1973 година училището се пренася в собствена триетажна сграда. Обучението се води на кабинетна система. Всички кабинети са оборудвани с необходимите УТС, дидактически и нагледни материали. Кабинетите непрекъснато се обогатяват с действащи макети и модели, които са изработени от ученици под непосредственото ръководство на учителите. Учебната практика се води върху пълноценна продукция в АРЗ „Арсо Овчаров“, което съдейства за запознаване с тънкостите на професията. От 1983 година към СПТУ „Петър Иванов“ съществува и УПК по автотранспорт и машиностроене, в който учениците усвояват избраната от тях професия. Големи успехи имат учениците на състезанията за най-добър майстор, на прегледа на техническото и научното творчество, в областта на спорта.

### Директори
- Стефан Стефанов;
- инж. Здравко Игнатов;
- Атанас Дончев;
- Цветан Павлов;
- Донка Василева
- Генчо Генков

На 15.09.1973 година със Заповед на Министъра на леката промишленост отваря врати Средно професионално техническо училище по текстил и облекло. Сградата, в която първо се помещава училището е на първо основно училище, а практиката се провежда във фабрика „Никола Станчев“. С всяка изминала година се увеличава и броя на паралелките. Сформират се и заводски паралелки, в които се обучават работници от шевните предприятия от Омуртаг, Антоново, Попово, Търговище и Опака. Материалната база се разширява, от учебната 1977/1978 година на училището е дадена сградата на бившата болница, която трябва да се реконструира и пригоди за нуждите на учебния процес. През тази учебна година се дава правото на училището да носи името „Добринка Миленкова. На 15.09.1980 година ученици и учители за първи път прекрачват вратата на реконструираната сграда. През тази учебна година се поставя началото на оборудването на кабинетите, интериора и екстериора на училището. От учебната 1983/1984 година към СПТУ-ТО „Добринка Миленкова“ се разкрива УПК по лека промишленост. Забележителна е и 1991/1992 учебна година, в която училището получава разрешение от МОН за разкриване на техникум-паралелка по специалността „Моделиране и конструиране на облеклото“, която е новост за цялата Търговищка област.
Условията в училище помагат на учениците да разкрият пълния си потенциал, с участията си в националните състезанията „Най-добър в професията“ и „Най-добър млад майстор“ те показват своите знания и умения и печелят винаги призови места. Традиционни стават и модните ревюта, на които те представят своите колекции.
До 1999 година в училището са работили 98 учители, над 60 служители, под ръководството на директорите:
- инж. Пенка Мънгърова;
- инж. Зорка Божидарова;
- Румяна Смилкова

Със Заповед № РД 14 – 122 от 14.06.2000 година, обнародвана в Държавен вестник бр.54 на Министъра на образованието и науката СПТУ по транспорт „Петър Иванов“ и СПТУ по текстил и облекло „Добринка Миленкова“ се преобразуват в СПТУ по транспорт и лека промишленост. Колективът на училището с директор инж. Генчо Генков започва новата учебна година с четиринадесет паралелки – седем в направление транспорт и 7 в направление лека промишленост.
На 07.04.2003 година със Заповед РД 09 – 332 на министъра на образованието и науката СПТУ ТЛП се преобразува в Професионална гимназия по транспорт и лека промишленост.
През същата година е проведен конкурс за емблема, лого и знаме на Професионалната гимназия. 

## Специалности
- Моторни превозни средства, кораби и въздухоплавателни средства
- Дизайн
- Електротехника и електроника
- Социална работа и консултиране